# Храм Иверской иконы Божией Матери при Иверской общине сестёр милосердия
Храм Иверской иконы Божией Матери при бывшей Иверской общине сестёр милосердия — православный храм в районе Якиманка в Москве. Относится к Москворецкому благочинию Московской епархии Русской православной церкви. Построен в 1890-е годы при основанной в 1894 году Иверской общине сестёр милосердия. В настоящее время является домовым храмом при НИИ неотложной детской хирургии и травматологии.

## История
Иверская община сестёр милосердия была основана в 1894 году при Московском отделении Дамского комитета Российского общества Красного Креста. Комплекс зданий общины находился на улице Большая Полянка.
15 октября 1896 года на территории общины был заложен храм в честь Иверской иконы Божией Матери. На месте закладки храма был устроен шатёр, в котором поместили привезённую из часовни на Красной площади чудотворную Иверскую икону. Храм строился по проекту архитектора Сергея Родионова на средства благотворительницы Елизаветы Ляминой под непосредственным руководством её сына, инженера Семёна Лямина.
Храм был построен в неорусском стиле и стал композиционным центром ансамбля зданий общины. Двумя ходами он был соединён с лечебными корпусами. 19 апреля 1901 года храм был освящён митрополитом Московским и Коломенским Владимиром (Богоявленским). На освящении присутствовала Великая княгиня Елизавета Феодоровна. Настоятелем нового храма был назначен молодой священник Сергий Махаев.
В 1918 году община была ликвидирована, однако усилиями Сергия Махаева и оставшихся сестёр храм удалось спасти от закрытия, и он продолжал существовать как приходской. Летом 1919 года отец Сергий был переведён в другой храм, а на его место назначен протоиерей Василий Кристальский. В 1922 году Московский отдел здравоохранения потребовал от Моссовета ликвидировать все оставшиеся при больницах церкви и часовни, и 22 декабря 1922 года храм был заперт и опечатан. В июне 1923 года храм был «ликвидирован»: всё ценное было передано в Мосфинотдел, богослужебные книги и иконы — в другие храмы, облачения и церковная утварь — завхозу больницы для хозяйственных нужд. Само помещение использовалось для различных нужд, в конце концов превратившись в склад. На территории общины разместилась сначала школа медсестёр, а потом городская больница № 20 имени Тимирязева, для нужд которой построили дополнительные корпуса. Колокольня была разрушена.
В середине 1980-х годов по инициативе администрации больницы была проведена наружная реставрация, в 1987 году на купол был снова водружён крест. В 1992 году храм передали общине верующих и началась его длительная реставрация. Настоятелем был назначен Валерий Суслин.
Богослужения возобновились в 1993 году. В настоящее время все здания бывшей общины и больницы имени Тимирязева занимает НИИ неотложной детской хирургии и травматологии под руководством Леонида Рошаля.

## Архитектура и внутреннее убранство
Церковь была построена в формах владимиро-суздальского зодчества и имеет характерные черты — аркатурно-колончатые пояса и килевидные завершения порталов.
Отдельно стоявшая звонница имела семь колоколов. Орнаменты росписи стен и сводов храма были заимствованы из новгородского Софийского собора. Одноярусный резной иконостас, исполненный в византийском стиле, имел шесть живописных икон. Клиросы и киоты были изготовлены из белого мрамора, царские врата и северные и южные двери иконостаса — из золочёной бронзы.
Сейчас внутри храма сохраняется стенная роспись — лики византийских и русских святых. Сохранились также хоры с решёткой и отчасти декоративное убранство. К 850-летию Москвы в закомаре над входом установили мозаичную икону Иверской Богоматери работы современного художника Дионисия Скударя .
Как свидетельствуют очевидцы, под храмом и на других участках обители имеется обширная сеть подвальных помещений. В 1918 году в период антибольшевистских восстаний в Москве в этих подвалах прятали оружие, в годы ВОВ в них оборудовали бомбоубежище.